# GameAbove Sports Bowl 2024
Match précédent Match suivant
Le GameAbove Sports Bowl 2024 est un match de football américain de niveau universitaire joué après la saison régulière de 2024, le 26 décembre 2024 au Ford Field situé à Détroit dans l'État du Michigan aux États-Unis. 
Il s'agit de la 10e édition du GameAbove Sports Bowl (anciennement Quick Lane Bowl).
Le match met en présence l'équipe des Panthers de Pittsburgh issue de la Atlantic Coast Conference (ACC) et l'équipe des Rockets de Toledo issue de la Mid-American Conference (MAC).
Programmé à 14 heures locales (20 heures en France), la rencontre est retransmise à la télévision par ESPN.
Toledo remporte le match sur le score de 48 à 46 après 6 prolongations, nouveau record de prolongations lors d'un bowl de la NCAA Division I FBS.

## Présentation du match
En fonction des contrats entre les conférences et les organisateurs, le match aurait dû mettre en présence des équipes issues de la Big Ten Conference et de la Mid-American Conference (MAC). La Big Ten ne disposant pas d'équipes éligibles suffisantes, son équipe a été remplacée par une issue de l'Atlantic Coast Conference.
Il s'agit de la 4e rencontre entre les deux équipes :
| Saison | Date              | Vainqueur  | Score   | Compétition                                 |
| ------ | ----------------- | ---------- | ------- | ------------------------------------------- |
| 2006   | 30 septembre 2006 | Pittsburgh | 45 - 03 | Match de saison régulière joué à Pittsburgh |
| 2003   | 20 septembre 2003 | Toledo     | 35 - 31 | Match de saison régulière joué à Toledo     |
| 2002   | 28 septembre 2002 | Pittsburg  | 37-19   | Match de saison régulière joué à Pittsburgh |

| Équipes                                                                                             | Logos | Couleurs | Conférences | Entraîneurs                    | Stats. saison rég. | Classements avant le bowl | Classements avant le bowl | Classements avant le bowl |
| --------------------------------------------------------------------------------------------------- | ----- | -------- | ----------- | ------------------------------ | ------------------ | ------------------------- | ------------------------- | ------------------------- |
| Équipes                                                                                             | Logos | Couleurs | Conférences | Entraîneurs                    | Stats. saison rég. | CFP                       | AP                        | Coaches                   |
| Panthers de Pittsburgh                                                                              |       |          | ACC         | Pat Narduzzi (en) (10e saison) | 7 - 5              | NC                        | NC                        | NC                        |
| Rockets de Toledo                                                                                   |       |          | MAC         | Jason Candle (en) (9e saison)  | 7 - 5              | NC                        | NC                        | NC                        |
| - Arbitre : Ron Hudson (CUSA) - Équipe donnée favorite par les bookmakers : Pittsburgh par 7 points |       |          |             |                                |                    |                           |                           |                           |

### Panthers de Pittsburgh
Les Panthers affichent un bilan en saison régulière de 7 victoires et 5 défaites (3-5 en matchs de conférence) et terminent 10e de l'Atlantic Coast Conference. Ils ont rencontré et perdu contre deux équipes classées dans le Top 25, 25 à 48 contre #20 SMU et 20 à 24 contre #20 Clemson.
À l'issue de la saison 2024 (bowl non compris), ils n'apparaissent pas dans les classements CFP, AP et Coaches.
Il s'agit de leur première participation au GameAbove Sports Bowl et le 38e bowl de leur histoire.

### Rockets de Toledo
Les Rockets affichent un bilan en saison régulière de 7 victoires et 5 défaites (4-4 en matchs de conférence) et terminent 7e de la Mid-American Conference. Ils n'ont rencontré aucune équipe classée dans le Top 25 de l'AP.
À l'issue de la saison 2024 (bowl non compris), ils n'apparaissent pas dans les classements CFP, AP et Coaches.
Il s'agit de leur première participation au GameAbove Sports Bowl et le 22e bowl de leur histoire :